# Барі (народ)
Ба́рі — нілотський народ у Східній Африці.

## Територія проживання і чисельність
Представники народу барі проживають переважно на півдні Південного Судану (новоутворена в 2011 році держава, колишня частина Судану), по берегах Нілу, зокрема і в околицях міста Джуби (а також в Уганді і ДР Конго). 
Загальна чисельність — понад 700 тис. осіб. 

## Мова і релігія
Барі розмовляють мовою барі, яка належить до нілотського відгалуження кір-аббайської мовної родини східно-суданської надродини ніло-сахарської макросім'ї мов. 
Мова барі — тональна, у фонетиці характеризується гармонією голосних, у морфології — аглютинативним строєм.
За віросповіданням більшість барі лишаються прибічниками традиційних культів, втім значний вплив має також і принесене колоністами християнство.

## Історія і суспільство
Згідно з усною традицією барі, вони жили на сучасних землях ще до великих міграційних хвиль у Африці. 
На час прибуття до етнічних земель барі войовничих луо (бл. 1650-х рр.), скотарі барі жили в мирі і ззагоді з сусідніми племенами, ведучи міжплемінну торгівлю. 
У барі зберігається родо-племінний поділ. Родина — велика, патріархальна.
Шлюб — вірилокальний. Поширена полігінія.

## Господарство
Основне традиційне заняття — скотарство, набули розвитку також мотикове (раніше більшою мірою ручне) землеробство (просо, маніок, арахіс), мисливство і рибальство.
Традиційні ремесла — плетіння, різьбярство на дереві (фігурки предків).

## Культура
Барі традиційно жили (подеколи і дотепер живуть) у невеликих селищах, що складаються з круглих у плані, з жердин, обмазаних глиною, хатин. Кожна хатина огороджена невисоким глиняним тином. 
Чоловіки барі майже зовсім не носили одягу, лише деякі прикраси, що правили переважно за ті чи інші відзнаки, наносили на тіло також вохрові малюнки. Зараз костюм уніфікований — штани і сорочка. Одяг жінок — бавовняні сукні, за оздоби — залізні і/або мідяні каблучки, нашийні і кісточкові кільця і браслети.
У барі зберігаються традиційні вірування, в т.ч. і міфологічні, — культ предків, божеств неба і землі, культи дощу, гадюк і окремих птахів. Особливу шану в суспільстві мали заклинателі і «запрошувачі» опадів. Розвинутий фольклор.